# Koźmin (gromada w powiecie krotoszyńskim)
Koźmin – dawna gromada, czyli najmniejsza jednostka podziału terytorialnego Polskiej Rzeczypospolitej Ludowej w latach 1954–1972.
Gromady, z gromadzkimi radami narodowymi (GRN) jako organami władzy najniższego stopnia na wsi, funkcjonowały od reformy reorganizującej administrację wiejską przeprowadzonej jesienią 1954 do momentu ich zniesienia z dniem 1 stycznia 1973, tym samym wypierając organizację gminną w latach 1954–1972.
Gromadę Koźmin z siedzibą GRN w mieście Koźminie (nie wchodzącym w skład gromady) utworzono 1 stycznia 1958  w powiecie krotoszyńskim w woj. poznańskim z obszarów zniesionych gromad Lipowiec i Staniew. Dla gromady ustalono 27 członków gromadzkiej rady narodowej.
1 stycznia 1960 do gromady Koźmin włączono obszar zniesionej gromady Wałków w tymże powiecie.
1 stycznia 1962 do gromady Koźmin włączono miejscowość Cegielnia ze znoszonej gromady Nowawieś w tymże powiecie.
1 stycznia 1970 do gromady Koźmin włączono 326,57 ha z miasta Koźmin w tymże powiecie, natomiast 21,73 ha (część wsi Lipowiec) z gromady Koźmin włączono do miasta Koźmin.
31 grudnia 1971 do gromady Koźmin włączono obszar zniesionej gromady Koźmin-Zachód w tymże powiecie.
Gromada przetrwała do końca 1972 roku, czyli do kolejnej reformy gminnej. 1 stycznia 1973 w powiecie krotoszyńskim reaktywowano zniesioną w 1954 roku gminę Koźmin (od 1997 gmina Koźmin Wielkopolski).